# Lorraine Dunn
Lorraine Dunn (12 tháng 9 năm 1942 - 16 tháng 10 năm 2003) là vận động viên chạy nước rút và chạyà  vượt r ngườiủa Panama. bà tham gia nội dung chạy tiếp sức 4 × 100 mét tại Thế vận hội Mùa hè 1960 và Thế vận hội Mùa hè 1964, nội dung chạy vượt rào 80 mét năm 1964. Dunn về thứ ba trong nội dung 200 mét với thời gian 24,7 giây và đứng thứ tư trong nội dung vượt rào 80 mét tại Đại hội thể thao Liên Châu Mỹ 1963. Dấu ấn quốc tế của Dunn là giành được tấm huy chương vàng trong cuộc thi chạy tiếp sức 4 x 100 mét tại Đại hội thể thao Trung Mỹ và Caribbean năm 1959, khi bà 16 tuổi. bà cũng giành một huy chương bạc trong cuộc thi  vượt rào 80 mét và một huy chương đồng trong nội dung chạy tiếp sức 4 x 100 mét tại Đại hội thể thao Trung Mỹ và Caribbean năm 1962.

## Đầu đời
Dunn sinh ra ở thành phố Panama trong gia đình vận động viên thành đạt. Cha bà là vận động viên cử tạ trước khi đổi nghề thành kế toán phục vụ trong kênh đào Panama. Dì của Dunn là Josephine Lewis Sampson, người giữ nhiều kỷ lục của đất nước trong bộ môn vượt rào (những kỉ lục đó đã được phá vỡ).

## Thế vận hội
Trong lễ khai mạc Thế vận hội Mùa hè 1964, Dunn đại diện cho đoàn thể thao Panama cầm lá cờ tổ quốc.
Trong năm cuối cùng tại TSU, Dunn là thành viên đội điền kinh nữ và giành giải vô địch trong Đại hội thể thao trong nhà AAU tổ chức tại Madison Square Garden, thành phố New York. Dunn, Tyus, McGuire và Essie Crews chạy tiếp sức 640 và giành chiến thắng với thời gian 1:11.7.
Sau khi giải nghệ điền kinh, Dunn định cư ở Peoria, Illinois và làm kế toán cho  Tập đoàn Caterpillar và Công ty bia Pabst.
Năm 1974, bà huấn luyện đội tuyển xuyên quốc gia của Đại học Kansas.
Ngay sau đó, bà chuyển đến Quận Fairfax, Virginia và làm kế toán cho Hiệp hội Luật sư Quốc gia. Dunn là cựu thủ quỹ của Ủy ban Hạt 100 của Fairfax; Hiệp hội Dân sự Williamsburg Manor; Liên đoàn đô thị; NAACP; Liên đoàn cử tri nữ Bắc Virginia và Nhà thờ Công giáo Thánh Joseph ở Alexandria.
Ngày 13 tháng 1 năm 2000, trong một bài phát biểu xuất hiện trên tờ El Siglo, Tổng thống Panama, Mireya Moscoso, đã bày tỏ sự cảm kích chân thành của mình đối với tất cả các vận động viên Panama trong suốt thế kỷ 20. Lorraine Dunn là một trong số những vận động viên được nhắc đến, cùng với những vân động viên nổi tiếng khác như Roberto Durán, Rod Carew và Lloyd LaBeach.
Dunn qua đời do truy tim vào năm 2003. Những người trong gia đình bao gồm chồng bà, John Davis của Alexandria; một cô con gái, Aisha Davis trú tại Washington; một người con trai, Kiilu Davis trú tại Scottsdale; một chị gái, Lydia Harris; hai cháu trai và một cháu gái. Rm gái út, Raquel Octavia Dunn, là người chăm sóc cho đến khi bà qua đời.